# Castillo de Solera
El castillo de Solera se encuentra en la falda del cerro Morrón (1298 metros de altura), en un espolón rocoso de 1090 metros de altura, solo accesible por el sur y situado al noreste de la actual población de Solera, provincia de Jaén (España). Dada su posición, el castillo posee un extraordinario control visual del valle y de la margen derecha del río Jandulilla.

## Descripción
Toda la construcción se monta encima de la roca que le sirve de cimentación. Los paramentos originales, que presentan un fuerte deterioro, se encuentran enmascarados por remodelaciones recientes. 
Se pueden distinguir en el conjunto defensivo al menos dos fases constructivas. En la cima, y conformando una pequeña meseta rocosa, hay unos muros de mampostería de tamaño irregular y disposición desconcertada que delimitan un pequeño recinto, al que está asociado un aljibe de pequeñas dimensiones que conserva aún restos de la bóveda apuntada de cubrición y del enlucido interior de almagra, y que cerraba la parte más elevada del promontorio. Fue reutilizado con otros fines en fecha posterior, puesto que se le han practicado unos escalones de entrada y una ventana en la parte opuesta. Cronológicamente se puede adscribir a las últimas décadas del siglo XIII, una vez que el tramo superior del valle del Jandulilla se integró en el Reino Nazarí de Granada.
Más abajo, en una segunda zona llana hay restos de otras construcciones de más envergadura. Se trata ahora de un auténtico castillo flanqueado por torres de mampostería de sillares en los ángulos y muros que cierran el recinto. La comunicación entre ambos ámbitos se efectúa a través de un pasadizo, cubierto de bóveda de medio cañón, también de mampostería y que conserva restos de enlucido en sus muros. Toda la construcción está montada directamente sobre la roca, que le sirve de cimentación y a la que se va adaptando la construcción. Los paramentos originales, que presentan un fuerte deterioro, se encuentran a menudo enmascarados por remodelaciones recientes, donde se ha recurrido al yeso y a otros materiales poco resistentes. La escasa cerámica que encontramos pertenece toda ella a una época tardía de fines de la Edad Media, indudablemente cristiana.

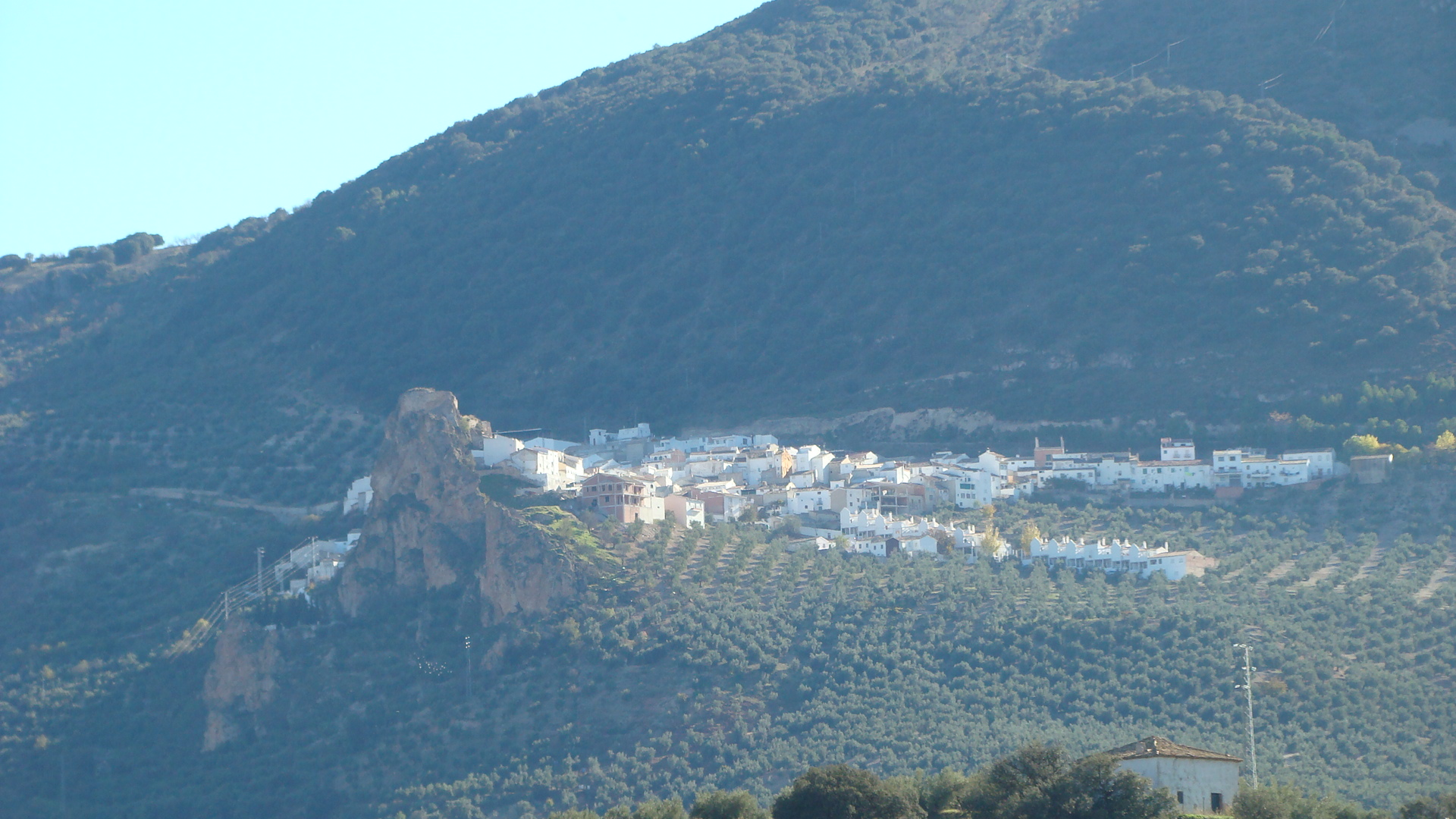
El castillo de Solera sobre el promontorio rocoso, y la localidad de Solera.

## Historia

### SiglosXIIIyXIV
El valle del río Jandulilla cobró, a partir del siglo XIII, una gran importancia estratégica al convertirse en una de las principales vías de acceso entre el Reino Nazarí de Granada y las campiñas de Úbeda y Baeza, en poder castellano. El control visual del paso quedaba garantizado por el Castillo de Solera, en la margen derecha del río, y por el Castillo de Bélmez y su sistema de atalayas (Torre del Sol y Torre del Lucero), en la margen opuesta.
Solera fue conquistada, a mediados del siglo XIII, por Don Sancho Martínez de Xódar, personaje muy influyente y cercano a Alfonso X. Don Sancho, merced a su actividad bélica, logró formar durante la segunda mitad del siglo XIII un extenso señorío en tierras jiennenses. Solera entró a formar parte de sus dominios, pero a diferencia de la conquista de los emplazamientos cercanos de Chincóyar y Ablir, cuya posesión fue mantenida ya definitivamente por este noble castellano, Solera fue recuperada muy pocos años después por los granadinos, no volviendo a poder castellano hasta el siglo XV. Efectivamente, en el año 1433, D. Fernando de Quesada, comendador de Bedmar, lleva a cabo una nueva conquista de la villa.
Sería en este momento, y al perder los granadinos Chincóyar y Ablir, que controlaban la margen derecha del Jandulilla, cuando se construye el castillo en Solera. Esta sustitución producida en el último cuarto del siglo XIII, nos habla claramente de los cambios producidos en la organización territorial y económica del territorio. De dos castillos situados, ciertamente, en promontorios de fácil defensa, pero en una cota baja que los hacía accesibles a la población del valle, pasamos a un castillo situado en un auténtico nido de águila de muy difícil acceso, pero con la ventaja de tener un emplazamiento desde el cual se podía vigilar perfectamente la entrada al valle. 
El castillo de Solera no se encuentra ligado a ninguna de las aldeas del valle, que desaparecen en estos momentos. En su emplazamiento, por lo tanto, no se ha de tener en cuenta la posible protección y/o vigilancia de una población, que ha desaparecido tras la sublevación mudéjar de 1264 y la acción de los benimerines de 1275, de ahí que se construya en un lugar alto e inaccesible, puesto que su función es exclusivamente la de vigilancia y defensa del paso del Jandulilla de las posibles incursiones castellanas.

### sigloXV
En la segunda mitad del siglo XV la frontera del reino granadino con Castilla experimentará una serie de vaivenes bélicos a tenor de las circunstancias políticas de ambos reinos y de la actuación de las personalidades militares encargadas de su defensa y que llevarán a cabo numerosos episodios de entradas y salidas en el reino nazarí. Por su propia inestabilidad, la frontera granadina iba a contemplar durante muchos años, y hasta 1481, una larga serie de rectificaciones territoriales que traerán como consecuencia que algunas villas y lugares sean conquistadas por los cristianos y muy poco tiempo después vuelvan a caer en manos de los musulmanes. Este es el caso de Solera, que una vez conquistada por Don Fernando de Quesada cae de nuevo en poder de los granadinos hasta que finalmente es ocupada hacia 1457 por D. Juan de la Cueva, regidor de Úbeda y comendador de Bedmar. Desde ese momento, Solera pasará a formar parte de los dominios de la familia de la Cueva, linaje que se había establecido en Úbeda a mediados del siglo XIII y que había logrado monopolizar hacia 1460, junto al clan rival de los Molina, los cargos municipales de esa ciudad jiennense. 
El más célebre personaje de la familia es Don Beltrán de la Cueva, que logró convertirse en el favorito del rey Enrique IV. Dada su posición privilegiada en la corte, D. Beltrán pudo proyectar cuidadosamente el encumbramiento de su linaje a través de 2 procedimientos: la creación de un señorío propio y la formación de un extenso patrimonio en tierras jiennenses para sus familiares más allegados. A este fin consiguió que Enrique IV concediese en 1458 la villa de Solera con todas sus rentas jurisdiccionales a su hermano D. Juan de la Cueva, comendador de Bedmar. Poco después, en 1459, el monarca otorgaba a D. Juan facultad para hacer mayorazgo de sus bienes. De todas formas, D. Beltrán obligó a su hermano a que entregase el disfrute de las rentas de la villa a su padre, Diego Fernández de Mendoza, regidor de Úbeda, que quedó como señor nominal de la villa hasta su muerte, con la condición de que cuando falleciese pasase a D. Juan. 
La posesión de Solera era tan solo un primer paso en los ambiciosos planes del favorito. Unos años después D. Beltrán consiguió entroncar con la gran nobleza castellana al casarse con D ª María de Mendoza, hija del Marqués de Santillana. Su suegro le regaló la villa de Huelma, y poco después D. Beltrán obtuvo de Enrique IV en 1464 que la tenencia de esta villa pasase, también a su padre con el título de vizconde. Así pues, hacia 1464 D. Diego Fernández de la Cueva, padre de D. Beltrán, de ser regidor de Úbeda había pasado a convertirse en vizconde de Huelma y señor de Solera. Legó a su hijo Juan las villas de Solera, Huelma y Torreperogil, que formarían señorío jurisdiccional que heredarían los primogénitos del linaje. 
Así pues, los sucesivos señores de Solera formaron entre 1458 y 1543 un modesto patrimonio que comprendía cuatro villas conseguidas por donación real y una serie de bienes inmuebles tales como casas, molinos y tierras de cereal y huerta. Se ignora todo lo que se refiere a la población del señorío, solo que una investigación sobre diezmos llevada a cabo por el obispo de Jaén en 1513 nos muestra a Solera como un lugar despoblado y en ruinas. Por lo que se ha de suponer que los señores de la Cueva deberían vivir más de sus cargos en Úbeda y Baeza y de los frutos de sus tierras que de los impuestos que podían obtener de unos vasallos inexistentes. Hacia 1588, otro informe del obispado jiennense nos indica que en Solera habitaban solo treinta vecinos, mientras que en Torreperogil había 434. En 1637, Felipe IV concedió el marquesado de Solera a un descendiente del conquistador.
Por lo que se refiere al castillo, al perder su función militar y al no haber sido nunca utilizado como residencia de sus poseedores, debió comenzar a arruinarse ya a finales del siglo XV.

### Otros datos históricos
Las primeras noticias escritas sobre Solera las da la documentación cristiana de mediados del siglo XIII, época en la que ya no solo se conocen los núcleos situados en las estribaciones septentrionales de las sierras, como ocurría en los primeros años de la conquista, sino que empiezan a aparecer datos de fortificaciones y alquerías situadas en el interior de los valles serranos. En un documento de 1255 se citan una serie de alquerías musulmanas, entre las que se encuentra la de Solera, caracterizadas en repetidas ocasiones como cinco logares. Bajo esta denominación posiblemente se refieren a asentamientos no fortificados, puesto que para estos últimos reservan el término de castellum o castillo. Deben ser, alquerías ligadas a los castillos, según el modelo de poblamiento basado en las relaciones hisn / qurà propuesto para la zona levantina.